# Cendres (jeu de rôle)
Pour les articles homonymes, voir Cendres.
Cendres est un jeu de rôle de science-fiction français créé par Stéphane Chapuis et publié par Pandora Créations, à la suite de la fermeture de celle-ci par les Éditions du Matagot. Il se passe dans une France post-apocalyptique et se joue à l'aide d'un dé à 20 faces.

## Livres
Le livre de base, sorti en 2002, décrit l'univers et les diverses factions et détaille une région : la Bretagne. Une première extension, nommée Frontière et publiée en 2005, détaille la zone située à la frontière sud de la CER (Communauté Européenne Restaurée), le long de la Seine. La seconde extension est sortie en 2006 et est baptisée Rennes. Elle détaille la situation de cette ville.